# Черниговский государственный институт права, социальных технологий и труда
Черниговский государственный институт права, социальных технологий и труда (укр. Чернігівський державний інститут права, соціальних технологій та праці) — учебно-научный институт национального университета «Черниговская политехника» и высшее учебное заведение в городе Чернигов, которое осуществляет подготовку специалистов для структур сферы труда и социальной защиты населения.
Вуз является ведомственным — подчинен Министерству труда и социальной политики Украины. Форма собственности — государственная.

## История
В 1969 году был основан «Черниговский юридический техникум» на основании Постановления Совета Министров УССР от 24 декабря 1964 года № 1261 и приказа МЗ СССР от 14 июля 1969 года № 91. 
«Черниговский юридический техникум» имел два отделения — юридическое (с 1969 года) и бухгалтерское (с 1972 года). Техникум готовил специалистов (младших специалистов) по специальностям «правоведение и учёт в системе социального обеспечения» (выпускная квалификация — юрист) и «бюджетный учёт» (выпускная квалификация — бухгалтер-финансист). Учебно-материальной техникума являлись учебный корпус с 19 аудиториями, лабораториями, спортивным залом, библиотекой и читальным залом, столовой, 2 общежитиями. К концу 1980-х годов было подготовлено около 8 тысяч специалистов. В техникуме работали школа общественных профессий, спортивные секции, предметные кружки, университет пропаганды памятников истории и культуры, университет «Природа». 
В 1993 году техникум вошел в учебный комплекс «Юрист», созданный совместным приказом Минобразования Украины и Минсоцзащиты населения Украины от 02.11.93 г. № 394/158-А на базе юридического факультета Киевского Национального университета имени Тараса Шевченко. Через год, согласно решению Кабинета Министров Украины, техникум был реорганизован в «Черниговский юридический колледж». С тех пор идет поиск и интенсивное внедрение новейших учебных технологий, многоуровневого образования в соответствии с задачами учебного комплекса «Юрист». Кроме специалистов-юристов (специальность «правоведение»), колледж продолжил готовить младших специалистов по специальности «Финансы». В 1997 году колледж начал подготовку социальных работников — младших специалистов с учетом новой концепции социальной работы. По инициативе Министерства социальной защиты населения Украины и благодаря содействию программы «ТАСИС» (проект «Социальная защита в Украине») учебным заведением была разработана соответствующая образовательно-профессиональная программа (утверждена Минобразования Украины 2 апреля 1997 года). Основной особенностью такой подготовки в колледже, в отличие от подобных учебных заведений, стала ориентация именно на деятельность в органах социальной защиты населения. Следовательно, с сентября 2000 года колледж приступил к реализации учебного плана бакалавриата по социальной работе (по специализации «Социально-правовая защита»), согласованного 29 декабря 1999 года по научно-методической комиссией по социологии при Минобразования Украины.
В 2003 году на базе Черниговского юридического колледжа был создан «Черниговский государственный институт права, социальных технологий и труда» (распоряжение Кабинета Министров Украины от 21 августа 2003 года № 528-р «О создании Черниговского государственного института права, социальных технологий и труда»).
В мае 2005 года институт возглавил Андреев В. М., кандидат юридических наук, доцент. В этом же году важным событием стало признание института аккредитованным по III (третьему) уровню по направлению (специальности) 0402 «Социология», 7.040202 «Социальная работа» и получения лицензии на подготовку специалистов по образовательно-квалификационному уровню «Специалист» по специальности 7.060101 «Правоведение». С 2005 года выходит ежеквартальное периодическое издание вуза — газета «Институтский вестник». В 2007 году институт в целом аккредитован по III уровню (сертификат об аккредитации института серия РД-ІІІ № 265691 от 11.12.2007 г.). Институт внесен в Государственный реестр высших учебных заведений Украины № 26-Д-225 от 27 марта 2008 года. За эффективное развитие национальной системы высшего образования институт награжден Дипломом лауреата по результатам рейтинга в номинации юридических высших учебных заведений Украины в 2004 году и Дипломом международного академического рейтинга популярности «Золотая фортуна» (2006 и 2007 годы).
В 2014 году институт был реорганизован в учебно-научный институт права и социальных технологий в составе Черниговского национального технологического университета (ныне национального университета «Черниговская политехника»).

## Описание
Факультеты института:
- Право
- Социальная работа
- Управление персоналом и экономика труда
- Финансы и кредит